# Университет Бункё

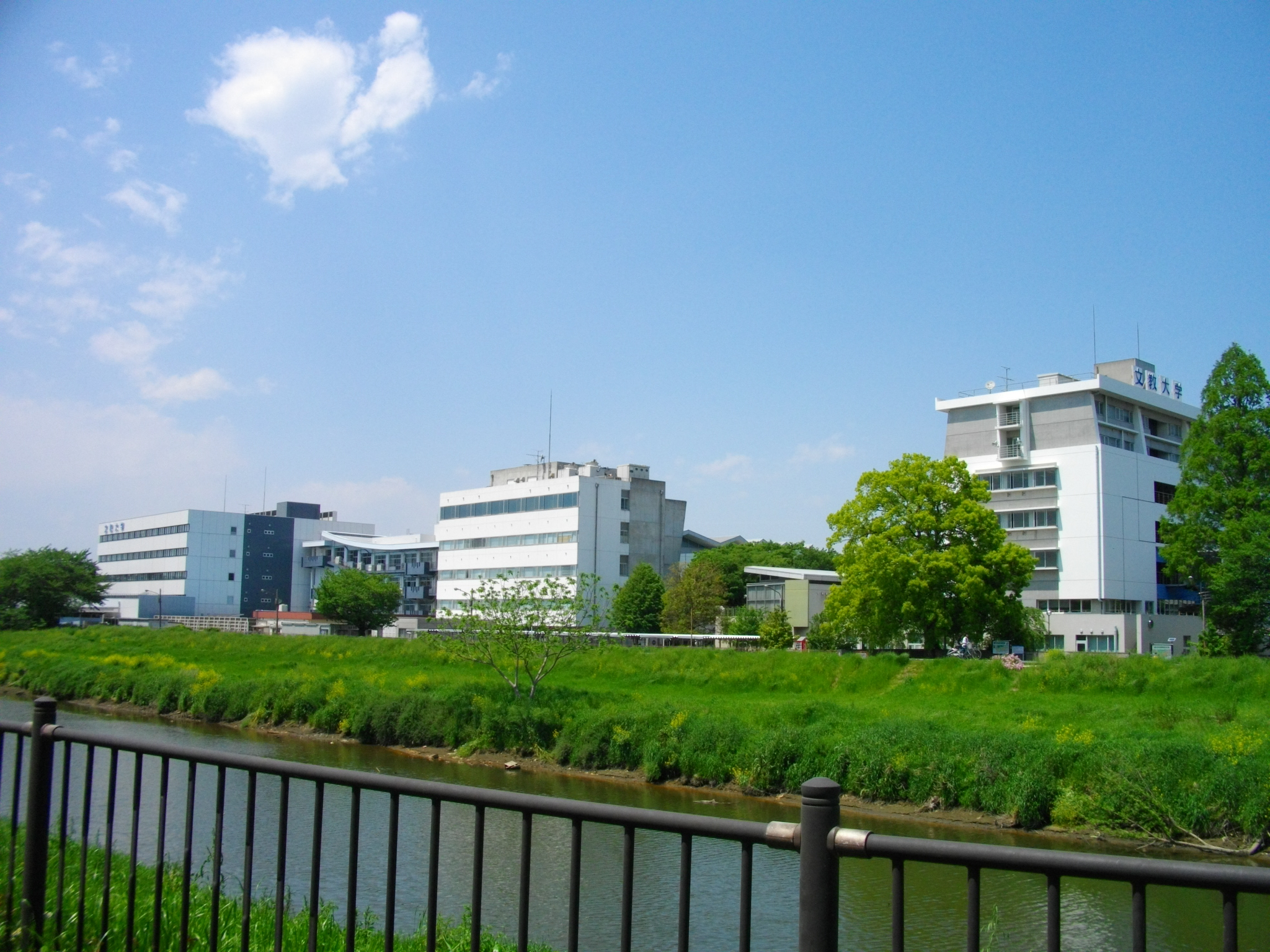
Koshigaya Campus

Университет Бункё  (文教大学 Bunkyō Daigaku) — частный университет в Японии.
Китайские иероглифы слова «Bunkyo» обозначают образование и обучение. Университет предлагает курсы в основном в области образования и исследований, в области культурных и социальных наук, и хорошо известен своей педагогической подготовкой. Раньше заведение называлось по-другому: "Университет Женщин Риссо" и предназначалось исключительно для лиц женского пола, но в 1976 году университет стал совместным и поменял название на нынешнее.
Административное здание находится в Хатанодай, Синагава, Токио . Университет является учреждением юридического образовательного фонда, института Университета Бункё. Есть два кампуса : кампус Косигая, расположенный в городе Косигая, Сайтама; и кампус Шонан, расположенный в городе Тигасаки, Канагава . Общежития для обоих кампусов расположены в Кийосато, Такане, префектуре Яманаси.